# Tise Kirke
|  | En anden "Thise Kirke" ligger i Thise Sogn, Skive Kommune |
Tise Kirke (også lokalt Thise Kirke) er en kirke i Tise Sogn, Ålborg stift. Den ligger i Vendsyssel, Brønderslev Kommune i Region Nordjylland.

Tidligere lå kirken i Børglum Herred, Hjørring Amt.
Kirken var i middelalderen viet til Vor Frue, i nærheden af kirken sprang Vor Frue kilde, som var en søgt helligkilde, omkring kilden har man holdt kildemarked, stedet blev i 1921 markeret med en mindesten. Kor og skib er opført i romansk tid af granitkvadre Syddøren er tilmuret, norddøren stadig i brug, begge døre blev ombygget med murstensfalse i sengotisk tid. Kirken er blevet ombygget i gotisk tid, bl.a. er koret blevet forlænget mod vest, muligvis er det oprindelige kor blevet helt nedrevet og det nuværende kor opført. Tårn og våbenhus er opført i sengotisk tid, tårnet har været noget højere men er blevet nedskåret, hvornår vides ikke. Kirken blev restaureret i 1971 og har gennemgået en omfattende renovering i 2006.
I korets sydmur er indmuret en reliefkvader med en gris og et modstillet dyr (muligvis en hund) bag dyret står en mand, der blæser i et horn, reliefkvadren er indsat omvendt. Reliefkvadren og flere vinduesoverliggere, stammer formodentlig fra det oprindelige kor. I bogen Stenbilleder i danske kirker skriver Søren Nancke Krogh om reliefkvadren i Tise, han mener motivet stammer fra 1200-tallet, hvor dominikanerne etablerede sig som kætterjagere i Norden. Motivet skulle ifølge Nancke Krogh fremstille kætterjægeren med hund, der indfanger kætteren i form af en gris. Nancke Krogh påpeger lignende motiver i Skelby på Falster og på Gotland. Den noget rå stil kan virke tidlig, men er muligvis den såkaldte Kontragotik, der var en reaktion i 1200-tallet mod den europæiske gotik og som bl.a. kan ses på Gotland.
I korets vægge er indsat nogle romanske vinduesoverliggere, muligvis i sengotisk tid, da kirken blev udvidet mod øst og koret fik indbygget krydshvælv. Skibet fik i sengotisk tid indbygget stjernehvælv. Altertavlens maleri er udført af G.I.M.Bruun i 1806. På korets nordvæg er ophængt en sengotisk krucifiksgruppe. Lektorieprædikestolen fra omkring 1590 er anbragt tværs over korbuen, som den oprindelig har været placeret, den bærer våben for Peder Munk og Karen Skeel, der har skænket prædikestolen. I prædikestolens felter ses relieffer med Bebudelsen, Fødslen, Korsfæstelsen, Himmelfarten og Opstandelsen samt apostle mod nord og syd. I tårnrummet ses en romansk gravsten med et udhugget sværd.
Den gotlandske kalkstensfont er et importstykke fra 1200-tallet, kummen er udsmykket med bægerblade (Mackeprang s.413). Fonten er registreret i Mackeprang – Importerede kalk og sandstensfonte – Østlig import – Rundbuede bægerbladsfonte.